# Ilya Grubert
Ilya Grubert (Riga, 13 mai 1954) est un violoniste letton. Il remporte le Concours Paganini 1977 et le Concours Tchaïkovski en 1978. 
Né à Riga, Grubert commence ses études à l'École de musique Emīls Dārziņš. Il étudie avec Yuri Yankelevich et Zinaida Guilels, puis avec Leonid Kogan au Conservatoire de Moscou. Il obtient son premier succès international lors du Concours Sibelius en 1975. Par la suite, il remporte le premier prix du Concours Paganini à Gênes en 1977 et l'année suivante le Concours Tchaïkovski à Moscou.
Depuis Grubert a une brillante carrière se prodiosant avec des orchestres tels que l'Orchestre philharmonique de Moscou, la Philharmonie de Saint-Pétersbourg, l'Orchestre d'État de Russie, la Staatskapelle de Dresde, le Philharmonique de Rotterdam et la Philharmonie des Pays-Bas et a travaillé avec des chefs tels que, Mariss Jansons, Gennady Rozhdestvensky, Voldemar Nelson, Mark Wigglesworth et Maxime Chostakovitch. 
Aujourd'hui Grubert vie aux Pays-Bas et enseigne au Conservatoire d'Amsterdam et à l'Université de Minho.